# Resolutie 1782 Veiligheidsraad Verenigde Naties
Resolutie 1782 van de Veiligheidsraad van de Verenigde Naties werd unaniem aangenomen
door de VN-Veiligheidsraad op 29 oktober 2007 en verlengde
de sancties tegen Ivoorkust met een jaar.

## Achtergrond
In 2002 brak in Ivoorkust een burgeroorlog uit tussen de regering in het
christelijke zuiden en rebellen in het islamitische noorden van het land.
In 2003 leidden onderhandelingen tot de vorming van een regering van nationale eenheid en waren er
Franse en VN-troepen aanwezig. In 2004 zegden de rebellen hun
vertrouwen in de regering op en namen opnieuw de wapens op. Op 6 november kwamen bij Ivoriaanse
luchtaanvallen op de rebellen ook 9 Franse vredeshandhavers om. Nog die dag vernietigden de Fransen de gehele
Ivoriaanse luchtmacht, waarna ongeregeldheden uitbraken in de hoofdstad Abidjan.

## Inhoud

### Waarnemingen
De Veiligheidsraad had het Ouagadougou-Akkoord tussen president Laurent Gbagbo en rebellenleider
Guillaume Soro en de benoeming van Soro tot Eerste Minister gesteund. De Raad veroordeelde ook elke
poging om het vredesproces van koers te brengen, zoals de aanval tegen de Eerste Minister in Bouaké op
29 juni.

### Handelingen
De Veiligheidsraad vernieuwde de sancties in resolutie
1572 en 1643
tot 31 oktober 2008. Deze sancties zouden herzien worden eens het Ouagadougou-Akkoord volledig was
uitgevoerd, eerlijke verkiezingen waren gehouden en alleszins voor 30 april 2008.
Het mandaat van de groep van experts die de wapenhandel
naar Ivoorkust onder de loep nam werd eveneens tot 31 oktober 2008 verlengd. Op alle partijen in Ivoorkust,
en vooral de regering en het leger, werd aangedrongen beter samen te werken met de experts en de informatie die
gevraagd werd te verstrekken.
Ten slotte herhaalde de Veiligheidsraad nog eens dat ze bereid was gerichte sancties op te leggen tegen eenieder
die het vredesproces in de weg stond, de UNOCI-vredesmacht aanviel of hinderde, de mensenrechten schond
of tot haat en geweld aanzette.

## Verwante resoluties
- Resolutie 1763 Veiligheidsraad Verenigde Naties
- Resolutie 1765 Veiligheidsraad Verenigde Naties
- Resolutie 1795 Veiligheidsraad Verenigde Naties (2008)
- Resolutie 1826 Veiligheidsraad Verenigde Naties (2008)

Lijst ·  1739 ·  1740 ·  1741 ·  1742 ·  1743 ·  1744 ·  1745 ·  1746 ·  1747 ·  1748 ·  1749 ·  1750 ·  1751 ·  1752 ·  1753 ·  1754 ·  1755 ·  1756 ·  1757 ·  1758 ·  1759 ·  1760 ·  1761 ·  1762 ·  1763 ·  1764 ·  1765 ·  1766 ·  1767 ·  1768 ·  1769 ·  1770 ·  1771 ·  1772 ·  1773 ·  1774 ·  1775 ·  1776 ·  1777 ·  1778 ·  1779 ·  1780 ·  1781 ·  1782 ·  1783 ·  1784 ·  1785 ·  1786 ·  1787 ·  1788 ·  1789 ·  1790 ·  1791 ·  1792 ·  1793 ·  1794